# Covăsânț
Covăsânț – wieś w Rumunii, w okręgu Arad, w gminie Covăsânț. W 2011 roku liczyła 2573 mieszkańców. 